# Дейв Мітчелл (футболіст)
Дейв Мітчелл (англ. Dave Mitchell, нар. 13 червня 1962, Глазго) — австралійський футболіст, що грав на позиції нападника. По завершенні ігрової кар'єри — тренер.
Виступав, зокрема, за клуби «Рейнджерс» та «Феєнорд», а також національну збірну Австралії.

## Клубна кар'єра
Народився 13 червня 1962 року в місті Глазго, Шотландія. Незабаром після цього, його батьки переїхали до Австралії і Мітчелл виріс в Аделаїді, де і займався футболом у місцевому клубі «Аделаїда Сіті». Дорослу футбольну кар'єру розпочав 1981 року в основній команді того ж клубу, в якій провів два сезони, взявши участь у 40 матчах чемпіонату.
1983 року Мітчелл повернувся на батьківщину і став гравцем «Рейнджерс», створивши пару нападників з іншим новачком, Аллі Маккойстом. Дейв відіграв за команду з Глазго наступні два сезони своєї ігрової кар'єри, вигравши в кожному з них Кубок шотландської ліги.
Протягом 1985—1987 років захищав кольори західнонімецького клубу «Айнтрахт», ставши першим австралійцем, який виступав у Бундеслізі. Дебютував у чемпіонаті ФРН 5 квітня 1986 року в грі проти «Штутгарта» (1:2). 9 серпня 1986 року, у грі з дюссельдорфською «Фортуною» (5:0), він забив перший гол у Бундеслізі. Загалом за два сезони він зіграв у 32 іграх чемпіонату, в яких забив п'ять голів.
1987 року уклав контракт з нідерландським «Феєнордом», у складі якого провів наступні півтора роки своєї кар'єри гравця, зігравши 40 ігор чемпіонату і забивши 12 голів.
Згодом з 1989 року грав за лондонський «Челсі», але закріпитись не зумів і виступав в оренді за нідерландський «Неймеген» та англійський «Ньюкасл Юнайтед».
У 1991—1993 роках виступав у Другому англійському дивізіоні за «Свіндон Таун» разом із Гленном Годдлом і 1993 року допоміг команді вийти до Прем'єр-ліги, але там не зіграв і перейшов у турецький «Алтай». Незабаром Дейв повернувся до Англії і став гравцем «Міллволла», що також виступав у другому дивізіоні і провів там два сезони.
Згодом виступав за малайзійський «Селангор» та австралійський «Сідней Олімпік», а завершив ігрову кар'єру у команді «Сідней Юнайтед», за яку виступав протягом 1997—1999 років. У останніх двох командах Мітчелл був граючим тренером.

## Виступи за збірні
У складі молодіжної збірної Австралії був учасником домашнього молодіжного чемпіонату світу 1981 року, де зіграв в усіх чотирьох іграх і дійшов з командою до чвертьфіналу, програвши там майбутнім тріумфаторам турніру збірній ФРН.
10 червня 1981 року дебютував в офіційних матчах у складі національної збірної Австралії у відбірковій грі до чемпіонату світу 1982 року проти Тайваню (3:2). А вже 14 серпня того ж року забив перші голи за збірну, зробивши хет-трик у тому ж відборі проти Фіджі (10:0).
У 1988 році Мітчелл взяв участь в Олімпійських іграх в Сеулі. У турнірі Австралія дійшла до чвертьфіналу, де програла майбутньому переможцю СРСР (0:3), а Дейв зіграв у всіх чотирьох іграх.
Загалом протягом кар'єри у національній команді, яка тривала 13 років, провів у її формі 27 матчів, забивши 11 голів.

## Кар'єра тренера
Після завершення ігрової кар'єри у 1999 році Мітчелл очолив тренерський штаб клубу «Парраматта Пауер», де працював до 2002 року.
У 2005 році очолював малайзійський «Саравак», а з наступного став помічником Рона Сміта у клубі «Перт Глорі». Мітчелл був призначений тимчасовим головним тренером клубу після звільнення Сміта в листопаді 2007 року, а потім отримав повноцінний контракт до березня 2009 року, який був продовжений до кінця сезону 2010/11 в листопаді 2008 року. 2010 року Дейв покинув команду після чотирьох поразок поспіль і надалі працював спортивним директором.
У листопаді 2013 року Мітчелл очолив малайзійський «Кедах», але вже в квітні 2014 року був звільнений. В подальшому працював як футбольний функціонер та телевізійний експерт.

## Титули і досягнення
- Володар Кубка шотландської ліги (2):

«Рейнджерс»: 1983/84, 1984/85